# Axel Huet
 (juillet 2019).
Si vous disposez d'ouvrages ou d'articles de référence ou si vous connaissez des sites web de qualité traitant du thème abordé ici, merci de compléter l'article en donnant les références utiles à sa vérifiabilité et en les liant à la section « Notes et références ».
Pour les articles homonymes, voir Huet.
Axel Huet, né le 14 janvier 1991 à Paris est un acteur français.

## Biographie
Axel Huet se fait connaître du grand public en 2012, grâce à son rôle d'Antoine, le petit-fils de la famille, dans la série télévisée En famille, diffusée sur M6.
En 2010, il apparaît dans le premier épisode de Clem dans le rôle d'un élève de la classe de Clem. Il apparaît également dans un épisode de Le Jour où tout a basculé sur France 2, intitulé J'ai honte de mon passé.
Il apparaît en 2011 dans le clip vidéo Elle me dit du chanteur britannico-libanais Mika et pose sur la couverture du magazine de vêtements de Tati en août.
En 2012, il fait une brève apparition dans la série Mec aide-moi diffusée sur YouTube, ainsi que dans la saison 1 de la websérie Décide-toi, Clément dans le rôle de Swann, le frère de Clément.

## Théâtre

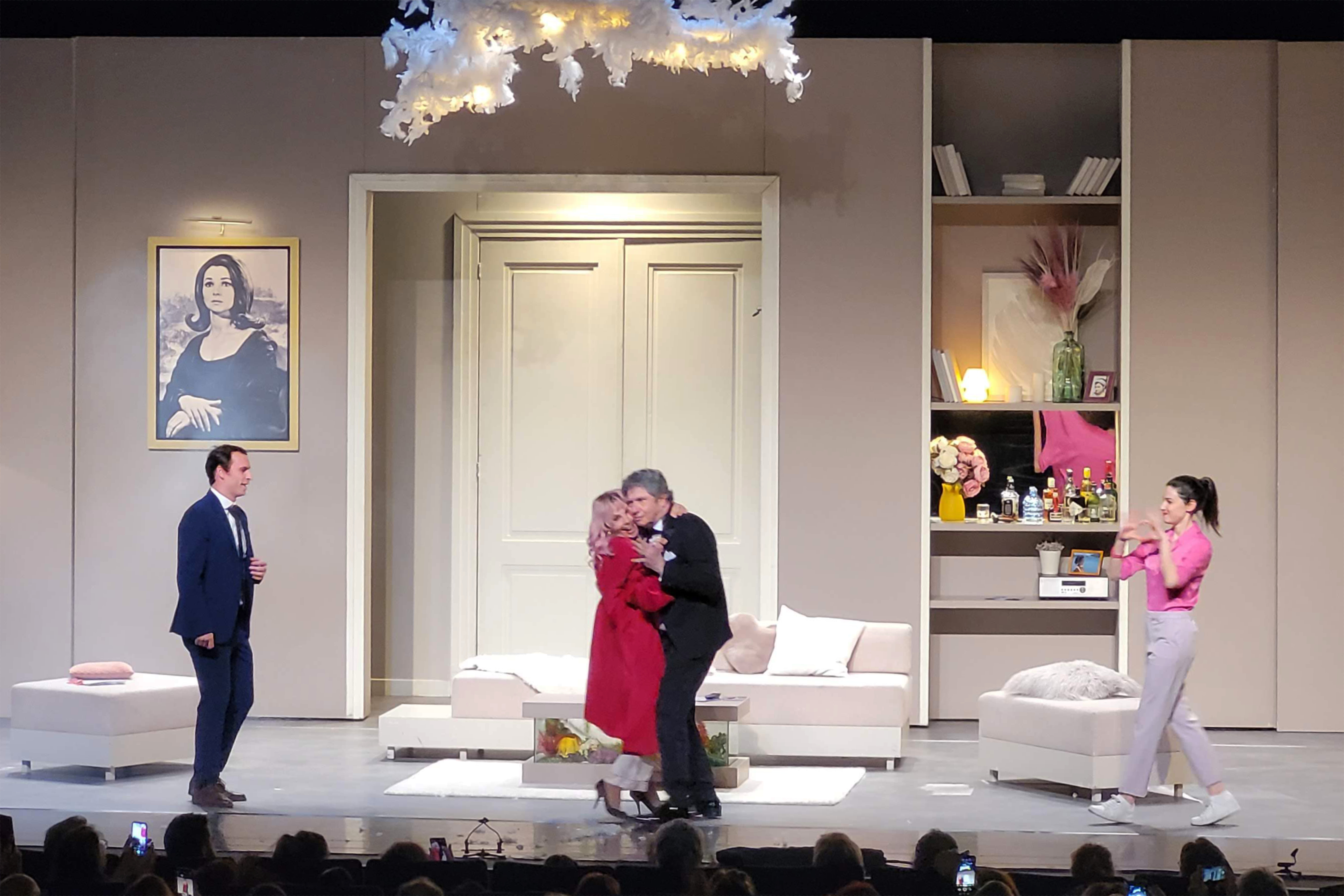
De gauche à droite : Axel Huet, Victoria Abril, Lionnel Astier et Jade-Rose Parker dans Drôle de genre au théâtre de Longjumeau.

- 2014 :  Un cœur sauvage : rôle de François. De janvier à mai 2014 au Théâtre Clavel, pièce de Christophe Botti, mise en scène de Stéphane Henriot.
- 2019 : Comme en 14 : rôle de Pierre, au théâtre La Bruyère, pièce de Dany Laurent, mise en scène par Yves Pignot.
- 2020 : Comme un boomerang : rôle de Éric, au Théâtre Apollo, pièce de Franck Le Hen, mise en scène Cyril Garnier.
- 2022 :  Drôle de Genre : au Théâtre de la Renaissance, pièce de Jade-Rose Parker, mise en scène Jérémie Lippmann

2024 : Big Mother : rôle de Alex Cook, Théâtre des Béliers Parisiens, pièce de Melody Mourey

## Filmographie

### Cinéma
- 2016 : La Folle Histoire de Max et Léon de Jonathan Barré : un soldat de la transmission
- 2020 : 30 Jours max de Tarek Boudali : l'assistant du médecin
- 2023 : 3 Jours max de Tarek Boudali : l'assistant du médecin

### Télévision
- 2010 : Décide-toi, Clément : Swann (websérie)
- 2010 : Clem : figurant au premier cours de français assis à côté de Gladys (saison 1, épisode 1)
- 2012 : Le Jour où tout a basculé : Yoan (épisode J'ai honte de mon passé)
- Depuis 2012 : En famille : Antoine Pouilloux-Le Kervelec (659 épisodes - en cours)
- 2017 : Section de recherches : Augustin Marolle (saison 11, épisode 3)
- 2018 : Alice Nevers (saison 16, épisode 8)

### Publicités
- 2009 : Hachette
- 2010 : Ford
- 2010 : FPI
- 2010 : Prévadies
- 2020 : Colissimo de la Poste

### Clips
- 2011 : Elle me dit (composé par Mika)